# Soude (rivière)
Pour les articles homonymes, voir Soude.
La Soude est une rivière française de Champagne, affluent en rive droite de la Somme-Soude et donc sous-affluent de la Seine par la Marne, et qui coule dans le département de la Marne. La Soude prend ça source dans le village de soudé.

## Géographie
La longueur de son cours d'eau est de 22,6 km.
Son bassin est situé en Champagne crayeuse, entre celui de la Somme à l'ouest et celui de la Coole à l'est.
La Somme-Soude au sens restreint du terme, naît en fait de la confluence de deux rivières, la Somme et la Soude. Néanmoins, on considère le cours de la Somme comme cours supérieur de la Somme-Soude, la Soude devenant ainsi son affluent. Dès sa naissance, dans la commune de Soudé, la Soude, prend la direction du nord-ouest qu'elle maintiendra tout au long de son parcours.
Elle se jette dans la Somme-Soude sur le territoire de la commune de Villeseneux, peu après Soudron, dans le département de la Marne.

## Hydronymie
Le nom de la rivière est attesté sous les formes Aqua de Sout (1200) ; « Ung molin assis sur la riviere de Saut entre Aunoy et Jalons » (1285) ; La rivière de Saulx (1742).

La forme latine Aqua de Sout en 1200 se traduit par « L'eau du Sud ». Il pourrait s'agir d'une rivière au cours rapide, à crue subite, en conséquence imprévisible et soudaine (soude en ancien-français).

## Communes traversées
Dans le seul département de la Marne, la Soude travers six communes :
- dans le sens amont vars aval : Soudé (source), Dommartin-Lettrée, Bussy-Lettrée, Vatry et Soudron et Villeseneux (confluence).

## Affluent
La Soude n'a pas d'affluent référencé.
Son rang de Strahler est donc de un.

## Hydrologie
Son débit a été observé sur une période de 39 ans (1968-2006), à Soudron, localité du département de la Marne, située au niveau de son confluent avec la Somme. La surface étudiée, son bassin versant, est de 105 kilomètres carrés,.
Le module de la Soude est de 0,564 m3/s à cet endroit.
La rivière présente des fluctuations saisonnières de débit fort peu marquées, avec des hautes eaux de printemps portant le débit mensuel moyen entre 0,88 et 1,11 m3/s, de février à mai inclus (maximum en mars-avril). Les basses eaux ont lieu en été et en automne, d'août à novembre inclus, avec une baisse du débit moyen mensuel jusqu'au niveau de 0,15 m3/s aux mois de septembre et d'octobre.
Le VCN3 peut cependant baisser jusqu'à 0,000 m3/s en cas de période quinquennale sèche, le cours d'eau tombant ainsi à sec, à la suite de la baisse prononcée du niveau des eaux souterraines qui constituent sa principale source d'alimentation.
D'autre part les crues ne sont guère importantes, compte tenu de la taille du bassin et du débit moyen. Les QIX 2 et QIX 5 valent en effet respectivement 1,3 et 2 m3/s. Le QIX 10 est de 2,4 m3/s, le QIX 20 de 2,8 m3/s. Quant au QIX 50, il se monte à 3,3 m3/s.
Le débit instantané maximal enregistré à Soudron durant la période d'observation, a été de 3,49 m3/s le 18 mars 1970, tandis que la valeur journalière maximale était de 3,47 m3/s le lendemain 19 mars. En comparant la première de ces valeurs à l'échelle des QIX de la rivière, on constate que cette crue était d'ordre un peu plus que cinquantennal, et donc tout à fait exceptionnelle.
La lame d'eau écoulée dans le bassin de la Soude est de 170 millimètres, ce qui est assez faible, et nettement inférieur à celle de l'ensemble du bassin versant de la Seine (230 millimètres) et surtout de la Marne (274 millimètres à l'entrée de Paris). Le débit spécifique (Qsp) se monte à 5,4 litres par seconde et par kilomètre carré de bassin.

## Divers
L'aéroport de Vatry est situé sur le plateau crayeux séparant les cours de la Somme et de la Soude.